# Ruvo di Puglia
Ruvo di Puglia – miejscowość i gmina we Włoszech, w regionie Apulia, w prowincji Bari.
Według danych na styczeń 2009 gminę zamieszkiwały 25 803 osoby przy gęstości zaludnienia 116,3 os./1 km².